# منطقه کیسو

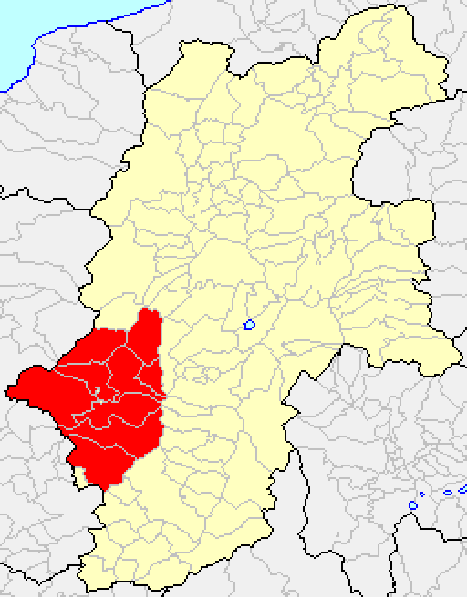

منطقه کیسو (به ژاپنی: 木曽地域 きそちいき)، به حوضه رود کیسو در استان ناگانو اشاره دارد. از آن برای تقسیم استان ناگانو به ۱۰ منطقه استفاده می‌شود.